# Gorrtjärnen, Lappland
Gorrtjärnen är en sjö i Lycksele kommun i Lappland och ingår i Umeälvens huvudavrinningsområde. Sjön har en area på 0,0815 kvadratkilometer och ligger 297 meter över havet.

## Delavrinningsområde
Gorrtjärnen ingår i det delavrinningsområde (721150-163315) som SMHI kallar för Utloppet av Ytterträsket. Medelhöjden är 322 meter över havet och ytan är 7,41 kvadratkilometer. Det finns inga avrinningsområden uppströms utan avrinningsområdet är högsta punkten. Vattendraget som avvattnar avrinningsområdet har biflödesordning 3, vilket innebär att vattnet flödar genom totalt 3 vattendrag innan det når havet efter 218 kilometer. Avrinningsområdet består mestadels av skog (70 procent) och sankmarker (18 procent). Avrinningsområdet har 0,75 kvadratkilometer vattenytor vilket ger det en sjöprocent på 10,1 procent.